# Rafelig bekermos
Rafelig bekermos (Cladonia ramulosa) is een korstmossoort uit de familie Cladoniaceae. Het gedijt goed in kustduinen en bossen. Het groeit op bomen, hout en op de grond.

## Determinatie
De podetiën zijn 1–3,5 cm lang, groen-bruin, zeer variabel, met puntige subulate toppen of onregelmatige scheef ontwikkelde smalle bekertjes, niet of spaarzaam vertakt naar de toppen; oppervlak verschillend geschubd, deels korrelig-schraal of soms gedeeltelijk of bijna volledig decorticaat, zelden met een paar verspreide korrelige soredia. De grondschubben zijn klein, vaak geelgroen-grijs wanneer nat, langwerpig en ingedeukt, soms dicht bijeen gezet, broos (gemakkelijk te breken door wrijving met een vinger wanneer droog), de onderkant wit, zelden met soralen. Soms kan het thallus worden teruggebracht tot een compacte, dicht bezaaide korst met weinig of geen podetiën. Apotheciën zijn talrijk, bruin, enigszins verheven en vormen convexe clusters aan de toppen van podetiën. 
Kenmerkend voor rafelig bekermos is een beker met een 'ontploft' uiterlijk. Hij heeft een gladde schorslaag met weinig blaadjes en de lichtgroene grondschubben die ietwat op zomersneeuw lijkt.
Het heeft de volgende kleurreacties: C–, K–, KC–, Pd+ (rood) en UV-.

## Ecologie
Rafelig bekermos komt voor in een breed scala aan zure tot neutrale habitats, op bodem, humus, rottend plantaardig materiaal en hout.

## Verspreiding
In Nederland is rafelig bekermos een vrij algemene soort.